# Индейская резервация
Инде́йская резерва́ция (англ. Native American Reservation) — территория в США, Канаде и Южной Америке, управляемая индейским племенем.

## США
Всего резерваций в США насчитывается 326, однако не каждое из 567 официально признанных племён имеет собственную резервацию — некоторые племена имеют несколько резерваций, некоторые не имеют ни одной.
Крупнейшая по площади — Навахо-Нейшен, резервация народа навахо (около 64,7 тыс. км2), однако есть резервации, территории которых не превышают 50 км2. В общей сложности индейцы контролируют 227 тыс. км2 территории США, что составляет чуть больше 2,3 % площади всей страны (9 629 091 км2). Общая площадь территорий резерваций чуть больше чем штат Айдахо. 12 резерваций имеют площадь больше, чем у штата Род-Айленд (3143 км2), и 9 — больше, чем у штата Делавэр (5327 км2).
Правительство США признаёт право племён на самоуправление. Племена, проживающие в резервациях, имеют право на формирование своего правительства, на выработку и исполнение законов, на установление налогов, на присвоение гражданства племени, на лицензирование и регулирование практически всех видов деятельности. В юридическом смысле индейские резервации имеют права, которыми обладают штаты США. Так же, как штаты, они не могут вступать в официальные отношения с иными государствами (это прерогатива федерального правительства), объявлять войну и выпускать деньги.
В резервациях действуют как федеральные законы, так и законы, установленные самими племенами. Законы штата в большинстве случаев не имеют силы на территории резервации. В большинстве резерваций активно действуют племенные суды и правоохранительные органы.
Индейцы платят федеральные налоги, как и остальные жители США. Жители резерваций не платят подоходного налога штата, если источник их дохода находится внутри резервации, и налог на собственность в резервации.
Резервации устанавливают собственные правила владения землёй: в 140 из них вся земля является коллективной собственностью племени, в остальных — собственниками являются частные лица. На территории индейских резерваций в ряде штатов разрешён игорный бизнес.

### История
Процесс образования резерваций начался в начале XVIII века на основании договоров с отдельными племенами. Эти договоры стали основой государственной индейской политики США в конце 1860-х годов. 3 марта 1863 года Конгресс утвердил «Акт о переселении индейцев в резервации».
В ходе судебных тяжб индейцы неоднократно добивались от правительства США денежной компенсации за отторжение их земель и за незаконное пользование ими. Происходило постепенное сокращение резервационных земель со времён создания резервации из-за обнаружения там полезных ископаемых и по другим причинам.